# Leggadina lakedownensis
Leggadina lakedownensis — вид гризунів родини мишевих (Muridae). Зустрічається тільки в Австралії (на півночі Австралії). Його природне місце існування — суха савана.

## Морфологічна характеристика
Це дрібний гризун з довжиною голови й тулуба від 65 до 78 мм, довжиною хвоста від 40 до 50 мм, довжиною лапи від 14 до 16 мм, довжиною вух від 11,0 до 13 мм і вагою до 25 грамів. Верх буро-сірий. Низ білий. Лінія поділу на боках розмита. Іноді від вух до очей йдуть темні смуги, оточені кільцями світлішого волосся. Хвіст коротший від голови й тулуба.

## 
Самиці щорічно народжують два виводки. Виводок містить до чотирьох дитинчат, а період вагітності триває близько 30 днів.